# Lee Troop
Lee Joseph Troop (Geelong, 22 maart 1973) is een Australische langeafstandsloper, die is gespecialiseerd in de marathon. Hij werd meervoudig Australisch kampioen op diverse lange afstanden. Hij liep diverse grote marathons en nam driemaal deel aan de Olympische Spelen, maar won hierbij geen medailles.

## Biografie

### Begin carrière
Troop raakte op elfjarige leeftijd betrokken bij de atletiek, doordat hij met zijn vader mee trainde, die wilde afvallen. Hij trainde onder leiding van Steve Moneghetti. Op de Gemenebestspelen van 1998 toonde hij zijn talent door op de 5000 m en de 10.000 m respectievelijk zesde en zevende te worden.

### Marathonloper
Nadat hij in 1999 het Australisch record op de 5000 m verbeterde, dat in handen was van Ron Clarke, legde hij zich toe op de marathon. Hij kwalificeerde zich voor de Olympische Spelen van 2000 in Sydney, maar kwam op zijn olympische debuut in eigen land als gevolg van een blessure niet verder dan een 66e plaats in 2:29.32. In de daaropvolgende twee jaar had hij te kampen met vele blessures.
In 2003 was Lee Troop in zijn grootste vorm en verbeterde zijn persoonlijke records op de marathon naar 2:09.49 en eindigde hij bij de wereldkampioenschappen in Parijs op een zeventiende plaats. Op de Olympische Spelen van Athene toonde hij zich sterker dan in 2000 en eindigde op een 28e plaats in 2:18.46.
 Op het wereldkampioenschap marathon van 2003 eindigde hij op een zeventiende plaats in een tijd van 2:11.46. Deze wedstrijd werd gewonnen door de Marokkaan Jaouad Gharib in 2:08.31. In Nederland is hij geen onbekende. Zo werd hij in 2001 zesde op de marathon van Rotterdam in 2:10.04.
Ter voorbereiding op de marathon van de Olympische Spelen van 2008 in Peking verbleef Troop in 2008 in de hooglanden van Melbourne. Veel voordeel bracht het hem niet. In Peking werd hij slachtoffer van de hoge temperatuur en het van meet af aan uitzonderlijk hoge tempo en kwam hij niet verder dan een 60e plaats in 2:27.17.

### Vierde Olympische Spelen
In september 2010 werd Troop getroffen door de aandoening trombose, wat hem in levensgevaar bracht. Zijn plan  om de marathon van Sydney te lopen werd hierdoor gedwarsboomd. Hij had nog wel altijd de hoop om zich te kwalificeren voor zijn vierde Olympische Spelen, in 2012. Na een hoopgevende marathon in Gold Coast, en een goede halve marathon waar hij de Australische titel pakte in 2011 had hier twee pogingen voor. De eerste was de Lake Biwa marathon in Japan in maart 2012. Hier kreeg hij echter door het koude regenachtige weer last van zijn rechterkuit, waardoor hij bij 28 km moest uitstappen. Zijn tweede poging was de marathon van Praag, één dag voor de eindtermijn om het olympisch limiet te lopen. Deze mogelijkheid benutte Troop niet. Hij liep uiteindelijk een zeer teleurstellende 2:34.27, waarmee de droom op een vierde olympische Spelen vervlogen was.

### Privé
Lee Troop is woonachtig in Boulder (Colorado) in de Verenigde Staten. Hij is getrouwd en is vader van drie kinderen. Hij is ook trainer van atleten, waaronder langeafstandsloper Jason Hartmann die deelnam aan verschillende internationale kampioenschappen.

## Titels
- Australisch kampioen 10.000 m - 1998, 1999, 2004, 2007
- Australisch kampioen halve marathon - 1997, 2011
- Australisch kampioen marathon - 2006
- Australisch kampioen veldlopen - 2000, 2006

## Persoonlijke records
Baan
| Onderdeel | Prestatie | Datum            | Plaats    |
| --------- | --------- | ---------------- | --------- |
| 3000 m    | 7.41,78   | 20 februari 1999 | Sydney    |
| 5000 m    | 13.14,82  | 25 februari 1999 | Melbourne |
| 10.000 m  | 27.51,27  | 15 februari 2003 | Inglewood |

Weg
| Onderdeel      | Prestatie | Datum           | Plaats |
| -------------- | --------- | --------------- | ------ |
| halve marathon | 1:01.00   | 15 januari 1999 | Tokio  |
| marathon       | 2:09.49   | 2 maart 2003    | Otsu   |

## Palmares

### 5000 m
- 1998: 6e Gemenebestspelen - 13.56,32

### 10.000 m
- 1998: 7e Gemenebestspelen - 29.34,23

### halve marathon
- 1997: 58e WK in Košice - 1:03.43
- 2009: 8e Philadelphia Distance Run - 1:05.42

### marathon
- 1999: 11e Londen Marathon - 2:11.21
- 2000: 66e OS - 2:29.32
- 2001: 6e marathon van Rotterdam - 2:10.04
- 2002: 7e Gemenebestspelen - 2:16.44
- 2003: 7e marathon van Otsu - 2:09.49
- 2003: 17e marathon van Parijs - 2:11.46
- 2004: 8e Londen Marathon - 2:09.58
- 2004: 28e OS - 2:18.46
- 2007: 6e marathon van Berlijn - 2:10.31
- 2008: 60e OS - 2:27.17
- 2011: 6e Gold Coast Marathon - 2:15.43
- 2012: DNF Lake Biwa marathon
- 2012: 40e marathon van Praag - 2:34.27
- 2013: 15e Boston Marathon - 2:17.52
- 2014: 25e New York City Marathon - 2:25.09

### veldlopen
- 1996: 66e WK (lange afstand) - 36.27
- 1998: 60e WK (lange afstand) - 36.46
- 1999: 41e WK (lange afstand) - 42.06
- 2001: 25e WK (lange afstand) - 41.18
- 2004: 21e WK (lange afstand) - 37.43